# Sculpteur
Un sculpteur, au féminin une sculptrice ou sculpteuse, est une personne pratiquant la sculpture, comme discipline des beaux-arts ou des arts plastiques, comme activité de loisir (sculpteur amateur) ou bien comme métier (sculpteur professionnel).
On peut distinguer différents type de sculpture : les formes modelées (en argile, en pâte à modeler…), les formes taillées directement (sur pierre, marbre, bois), les formes moulées (en plastique, en bronze) et les formes réalisées par assemblage de matériaux.

## Matériaux et techniques
Selon les matériaux utilisés (modelage de terre par exemple), il peut travailler avec un fondeur qui réalisera les épreuves finales de ses œuvres, ou bien réaliser lui-même l'œuvre finale (sculpture de pierre ou de bois, par exemple).
Le sculpteur peut être amené à faire un moule de son œuvre en terre (généralement de l'argile), pour la réalisation de l'œuvre finale.
La sculpture contemporaine peut également comprendre l'assemblage de différents éléments dans différents matériaux, cela peut passer par de la visserie, de la soudure ou tout type d'attache.
Les moyens nécessaires à la réalisation de l'œuvre ne seront pas les mêmes selon les matériaux et la taille de l'œuvre. Une certaine force peut être indispensable, ou bien à partir de certains poids ou taille, l'utilisation de systèmes de poulies ou de grues sera indispensable pour apporter au bon endroit les différents éléments de l'œuvre ou l'œuvre elle-même à son emplacement définitif.

## Personnalités féminines
Le métier compte des personnalités féminines dès l'Antiquité grecque. Pline l'Ancien atteste la présence des femmes artistes au Livre XXXV de son Histoire naturelle. Giorgio Vasari mentionne Properzia de’ Rossi en 1550 dans un texte où il énumère 200 artistes. Jacquette de Montbron assure la décoration sculptée de son château de Bourdeilles en 1588. Au XVIIe siècle, en Flandre, huit sculpteurs furieux que Maria Fayd'Herbe demande à être admise à la Guilde de Saint Luc exigent d'elle qu'elle réalise une sculpture sur bois. En Espagne, Luisa Roldán se distingue à la cour du roi Charles II en 1690. En France, Dorothée Massé-Godequin est la première sculptrice admise à l'académie royale de peinture et sculpture. On peut citer au XVIIIe siècle, la Française Marie-Anne Collot, au siècle suivant Hélène Bertaux, Camille Claudel, dont on redécouvre l'œuvre dans les années 1980. En 1881 est créée l'Union des femmes peintres et sculpteurs.

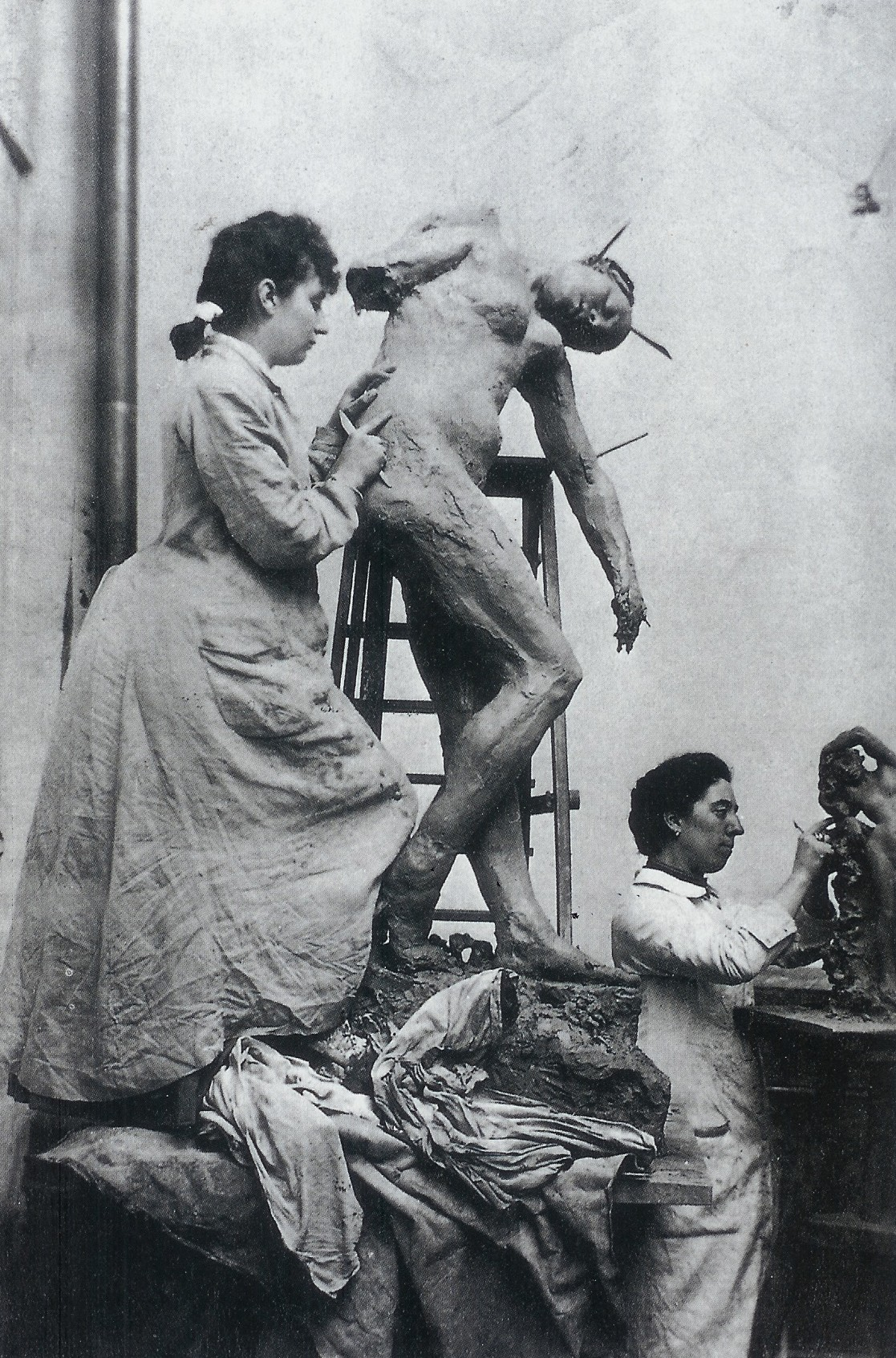
Camille Claudel et Jessie Lipscomb dans leur atelier rue Notre-Dame-des-Champs en 1887, photographie de William Elborne.
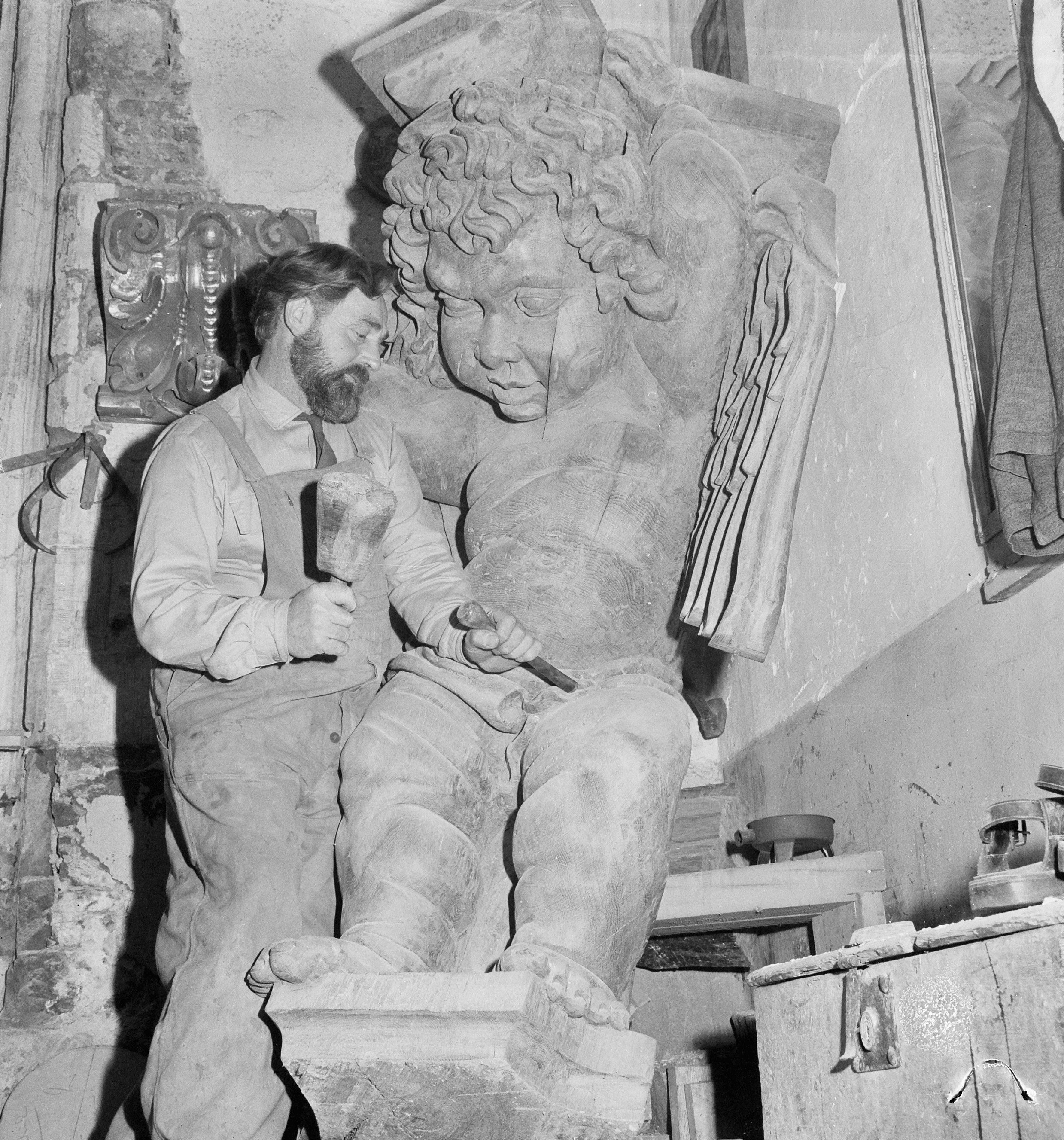
Le sculpteur néerlandais Maarten Mooij (nl), en 1964, opérant un travail de finition à l'aide d'un maillet, sur un ange en bois destiné à la Nouvelle église d'Amsterdam.

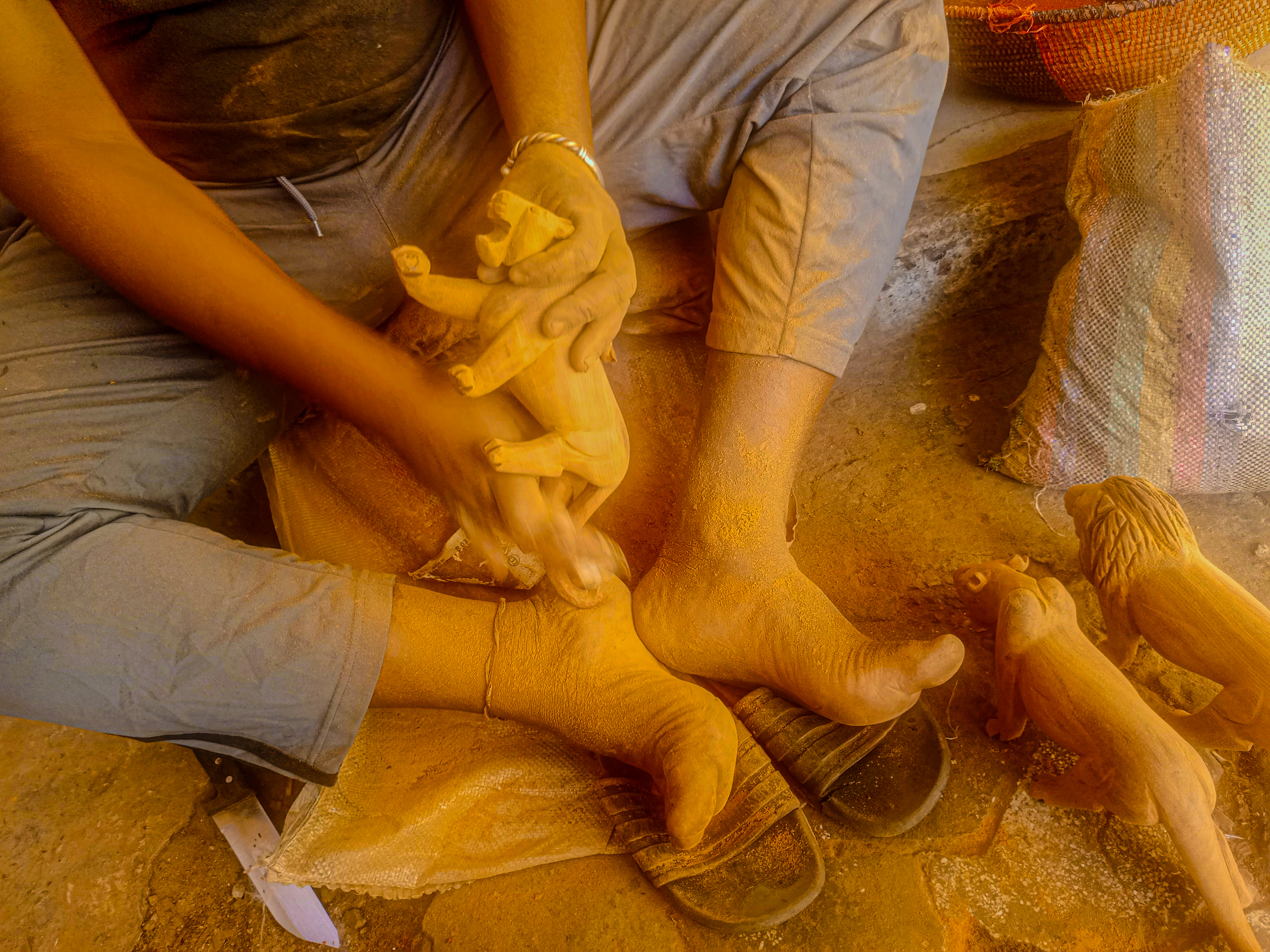
Ponçage d'objets d'art au village artisanal de Soumbedioune à Dakar au Sénégal